# Раев, Владимир Михайлович
Влади́мир Миха́йлович Ра́ев (род. 1 июня 1952) — советский легкоатлет, специалист по метанию диска. Выступал на всесоюзном уровне в середине 1970-х — начале 1980-х годов, обладатель серебряной медали Всемирной Универсиады, двукратный бронзовый призёр чемпионатов СССР, победитель первенств всесоюзного значения. Представлял Москву, спортивные общества «Буревестник» и «Труд».

## Биография
Владимир Раев родился 1 июня 1952 года. Занимался лёгкой атлетикой в Москве, выступал за добровольные спортивные общества «Буревестник» и «Труд».
Впервые заявил о себе в метании диска в сезоне 1974 года, когда с результатом 59,92 одержал победу на соревнованиях в Москве.
В мае 1976 года отметился победой на соревнованиях в Адлере, где также установил свой личный рекорд — 65,12 метра.
В 1977 году занял четвёртое место в матчевой встрече со сборными ГДР и Польши в Карл-Маркс-Штадте, выиграл бронзовую медаль на чемпионате СССР в Москве. Будучи студентом, представлял Советский Союз на Всемирной Универсиаде в Софии — в программе метания диска показал результат 62,42 метра и завоевал серебряную награду, уступив лишь своему соотечественнику Николаю Вихору.
В 1978 году взял бронзу на чемпионате СССР в Тбилиси.
В 1979 году был третьим в Сочи и четвёртым в Риге.
В мае 1980 года превзошёл всех соперников на соревнованиях в Сочи.
В августе 1981 года отметился победой на всесоюзном турнире в Харькове.